# Potameia siamensis
Potameia siamensis är en lagerväxtart som beskrevs av Kostermans. Potameia siamensis ingår i släktet Potameia och familjen lagerväxter. Inga underarter finns listade i Catalogue of Life.